# Santa Maria Ausiliatrice
Santa Maria Ausiliatrice, även benämnd Santa Maria Ausiliatrice in Via Tuscolana, är en kyrkobyggnad, mindre basilika och titeldiakonia i Rom, helgad åt Jungfru Maria och särskilt åt hennes roll som De kristnas hjälp. Kyrkan är belägen vid Via Tuscolana i quartiere Tuscolano och tillhör församlingen Santa Maria Ausiliatrice.
Kyrkan förestås av Don Boscos salesianer.

## Kyrkans historia
Kyrkan uppfördes åren 1931–1936 i nybarock efter ritningar av arkitekterna Nicola Mosso och Giulio Valotti. Kyrkan konsekrerades den 17 maj 1936 av kardinal Francesco Marchetti Selvaggiani.

## Exteriören
Fasadens nedervåning är indelad i fem axlar, varav den mittersta har ett propylaeum med fyra kompositkolonner. Propyléets fris har inskriften MARIA AVXILIVM CHRISTIANORVM. Övervåningen har en ädikula med två joniska kolonner. Mittaxeln kröns av en skulptur föreställande Jungfru Maria och Jesusbarnet. På sidoaxlarna tornar två kampaniler upp sig; de har joniska kolonner och triangulära pediment.

## Interiören
Kyrkans grundplan utgör en kombination av ett latinskt kors och ett grekiskt kors. Interiören är freskmålad i anslående barockstil av don Giuseppe Melle (1881–1973) mellan 1957 och 1965. Takfresken visar helgedomen Santuario di Maria Ausiliatrice i Turin och änglar som håller ett band med devisen Il Signore esercitò la Potenza col braccio di Maria. Kupolfresken framställer Jungfru Marie himmelsfärd, medan pendentiven visar Bebådelsen, Konungarnas tillbedjan, Jungfru Marie avsomnande samt det ovanliga motivet Caro Iesu caro Mariae; det sistnämnda innebär att Maria var av samma kött som sin gudomlige Son.
Över högaltaret står en staty föreställande Jungfru Maria och Barnet. I absidens halvkupol framställs Jungfru Marie kröning som himmelens drottning.
På ömse sidor av högkoret finns tvenne sidokapell: det vänstra är invigt åt Jesu heliga hjärta, medan det högra är invigt åt Vår Fru av Lourdes. I det senare kapellet finns även bilder på Frans av Sales (1567–1622; helgonförklarad 1665) och salesianprästen Michele Rua (1837–1910; saligförklarad 1972).

### Tvärskeppen
I höger tvärskepp återfinns ett kapell invigt åt den helige Josef och fresken visar den Heliga familjen. Även påvarna Johannes XXIII och Paulus VI är avbildade.
Kapellet i vänster tvärskepp är invigt åt den helige Giovanni Bosco, grundare av Salesianorden. Fresken framställer helgonets förhärligande.

### Sidokapell
Interiören har åtta sidokapell, fyra på vardera sida. De är invigda åt de heliga Rita av Cascia, Lukas, Domenico Savio, Antonius av Padua, Maria Domenica Mazzarello, Thérèse av Jesusbarnet, Anna och Patrick. 

## Titeldiakonia
Kyrkan stiftades som titeldiakonia med namnet Santa Maria Ausiliatrice in Via Tuscolana av påve Paulus VI år 1967.
Kardinaldiakoner
- Francesco Carpino: titulus pro illa vice: 1967–1978
- Giuseppe Caprio: 1979–1990
- Pio Laghi: 1991–2002
- Tarcisio Bertone: titulus pro illa vice: 2003–2008
- Paolo Sardi: 2010–2019

## Bilder
| - Statyn Madonnan och Barnet över högaltaret. |